# The Divine Conspiracy
The Divine Conspiracy četvrti je studijski album nizozemske simfonijske metal grupe Epica. Tema albuma različite su svjetske religije. Na albumu se pojavljuju mnogi gostujući glazbenici, poput Ariëna van Weesenbeeka, bubnjara God Dethroneda i Sandera Gommansa iz nekadašnjeg sastava Marka Jansena After Forever.

## Popis pjesama
1. "Indigo ~ prologue" - 2:05
2. "The Obsessive Devotion" - 7:13
3. "Menace of Vanity" - 4:13
4. "Chasing the Dragon" - 7:40
5. "Never Enough" - 4:47
6. "La‘petach Chatat Rovetz ~ the Final Embrace" - 1:46
7. "Death of a Dream ~ the Embrace that Smothers part VII" - 6:03
8. "Living a Lie ~ the Embrace that Smothers part VIII" - 4:56
9. "Fools of Damnation ~ the Embrace that Smothers part IX" - 8:42
10. "Beyond Belief" - 5:25
11. "Safeguard to Paradise" - 3:46
12. "Sancta Terra" - 4:57
13. "The Divine Conspiracy" - 13:56
14. "Higher High (Bonus Track)" - 5:27
15. "Replica (Bonus Track)" - 4:10